# کپلر (فضاپیما)
فضاپیمای کپلر (به انگلیسی: Kepler) یک تلسکوپ فضایی ساخت ناسا است که باهدف کشف سیارات فراخورشیدی مشابه زمین به فضا پرتاب شده‌است. و برای این‌کار درخشندگی ۱۰۰٬۰۰۰ ستاره را در عرض ۳٫۵ سال بررسی می‌کند تا نشانه‌ای از کاهش درخشندگی بر اثرگذار سیاره‌ای بیابد. این مأموریت به نام ستاره‌شناس آلمانی یوهانس کپلر نامگذاری شده‌است.
در آخرین دستاوردهای سال ۲۰۱۳، ستاره‌شناسان مأموریت کپلر می‌گویند سیاره‌ای همانند زمین موجود است که قابل سکونت می‌باشد. دانشمندان می‌گویند این سیاره که به نام کپلر ۶۹سی نامیده شده‌است همانند سیاره‌های منظومهٔ خورشیدی در مداری ویژهٔ پیرامون ستاره‌ای می‌چرخد. این سیاره یکی از نخستین نامزدهای احتمالی داشتن زندگی فرازمینی در خود است که انسان از وجود آن آگاهی پیدا کرده‌است.
تلسکوپ فضایی کپلر حتی پس از بازنشستگی هم دست از اکتشاف برنداشت و تصاویری از یک سیارهٔ گازی شبیه به نپتون، یک اَبَر زمین و یک سیارهٔ شبیه به زحل (که به دور ستاره‌ای در ابعاد خورشید ما می چرخید) را به زمین ارسال کرد.
سازمان هوافضای ناسا آخرین تصویر ثبت شده توسط تلسکوپ فضایی کپلر به نام «Last Light» یا «آخرین نور» را منتشر کرده‌است.  ناسا همچنین اظهار داشته که تلسکوپ مذکور یک ماه پس از ثبت این عکس، با اتمام سوخت به پایان عمر خود رسیده‌است.
سیارهٔ K2-18b (سیارهٔ تازه کشف‌شدهٔ سکونت‌پذیر) در نقطه‌ای مطبوع گرداگرد ستارهٔ میزبان خود که K2-18 نام دارد، در گردش است؛ منطقهٔ زیست‌پذیری که در آن دما برای جمع شدن آب روی سطح سیاره کاملاً مناسب است. پژوهشگران K2-18b را به کمک تلسکوپ فضایی کپلر کشف کردند.

## نتایج
آخرین جمع‌بندی‌ها نشان می‌دهد که یک‌پنجم ستاره‌های موجود در کهکشان راه شیری، قد، قواره و مشخصات نزدیک به خورشیدِ منظومهٔ خورشیدی ما را دارا هستند. با یک حساب سرانگشتی رقمی بالاتر از ۱۰ میلیارد ستاره شبیه خورشید در کهکشان ما وجود دارند که ممکن است سیاره‌های مشابه زمین داشته باشند.